# Полтавський (Туркменістан)
Полтавський — населений пункт у Серхетабадському етрапі Марийського велаяту Туркменістану.

## Географія
Розташований на річці Кушка в 1 км на захід від міста Серхетабад.

## Історія
Заснований 1896 року переселенцями з Полтавської губернії.
У 1910 році населення становило 101 особу.
Серед переселенців було чимало «сектантів». Переселенців звільнили від служби в армії, вони не сплачували податків, отримували «підйомні» кошти та безкоштовні земельні наділи на новому місці. Переселенці заробляли на будівництві фортеці Кушка та продажу місцевому російському гарнізону продуктів харчування.

## Населення
Початково проживали українці. Займались овочівництвом та садівництвом . У 1970 році створено радгосп «Прикордонник»і у селі почали селитись туркмени, яким надавали житло..